# Cordilleras Hart
Las cordilleras Hart son una de las principales subdivisiones geográficas de las Montañas Rocosas canadienses y son la parte principal del área que se entiende por las Montañas Rocosas del Norte, aunque las cordilleras Muskwa mucho más grandes al norte son más merecedoras de ese término —pero también mucho más. inaccesible y mucho menos visitadas— y se considera que las Rocosas del Norte también se extienden al menos tan al sur como el monte Robson, que está en las cordilleras Continentales. La cordillera Hart fue nombrada en honor al primer ministro de Columbia Británica John Hart, así como la autopista que atraviesa el puerto de los Pinos en la parte norte de la cordillera, conectando el interior norte-central de la provincia con su distrito del Río de la Paz al noreste. 
Los límites de la cordillera Hart son la fosa de las Montañas Rocosas y la meseta McGregor en el oeste/suroeste, el Brazo de la Paz del lago Williston en el norte, y una cierta línea de demarcación con las estribaciones de las Montañas Rocosas en el este/noreste. El límite sur está en Jarvis Creek. El Monte Ida y el Monte Sir Alexander se encuentran al sur del Arroyo Jarvis y están en las Cordilleras Continentales, que comprenden la parte principal y más conocida de las Montañas Rocosas y corren todo el camino hacia el sur hasta el puerto de María en Montana. 
La cordillera Hart alberga dos picos ultraprominetes, el monte Crysdale y el monte Ovington. 

## Subcordilleras
Las subdivisiones oficiales de las cordilleras Hart incluyen: 
- Cordillera Misinchinka (desde el brazo de la Paz del embalse Williston hasta el paso Monkman)
- Cordillera Murray
- Cordillera Pionera
- Rango de Soledad

Otras zonas de la cordillera de Hart no tienen subdesignaciones, aunque la zona que rodea al Monte Sir Alexander ha sido apodada el Grupo del Monte Sir Alexander por la Enciclopedia Canadiense de las Montañas; sin embargo, esta no es una designación oficial. 

## Industria
La cordillera Hart es la ubicación de un número de grandes minas de carbón centradas en la remota comunidad de Tumbler Ridge, y Chetwynd British Columbia